# Двубратский
Двубра́тский — посёлок в Усть-Лабинском районе Краснодарского края России, образует Двубратское сельское поселение, являясь его административным центром.
С 2015 года посёлок, находившийся в подчинении Администрации города Усть-Лабинска, образовал самостоятельный сельский округ.

## География
Посёлок находится между городом Усть-Лабинском и станицей Ладожской.
Железнодорожная станция Двубратский на линии Краснодар — Кавказская.

## Население
| 2002   | 2010  | 2012  | 2013  | 2014  | 2015  | 2016  |
| ------ | ----- | ----- | ----- | ----- | ----- | ----- |
| 10 141 | ↘8541 | ↘8440 | ↘8342 | ↘8319 | ↘8273 | ↘8212 |
| 2017   | 2018  | 2019  | 2020  | 2021  | 2023  |       |
| ↘8173  | ↘8115 | ↘8079 | ↘8044 | ↘5034 | ↘5014 |       |

Существенную часть населения посёлка составляют заключённые четырёх учреждений УФСИН России, расположенных на его территории: ЛИУ-1, ЛИУ-8, ИК-2, ИК-3.